# Häktet Umeå

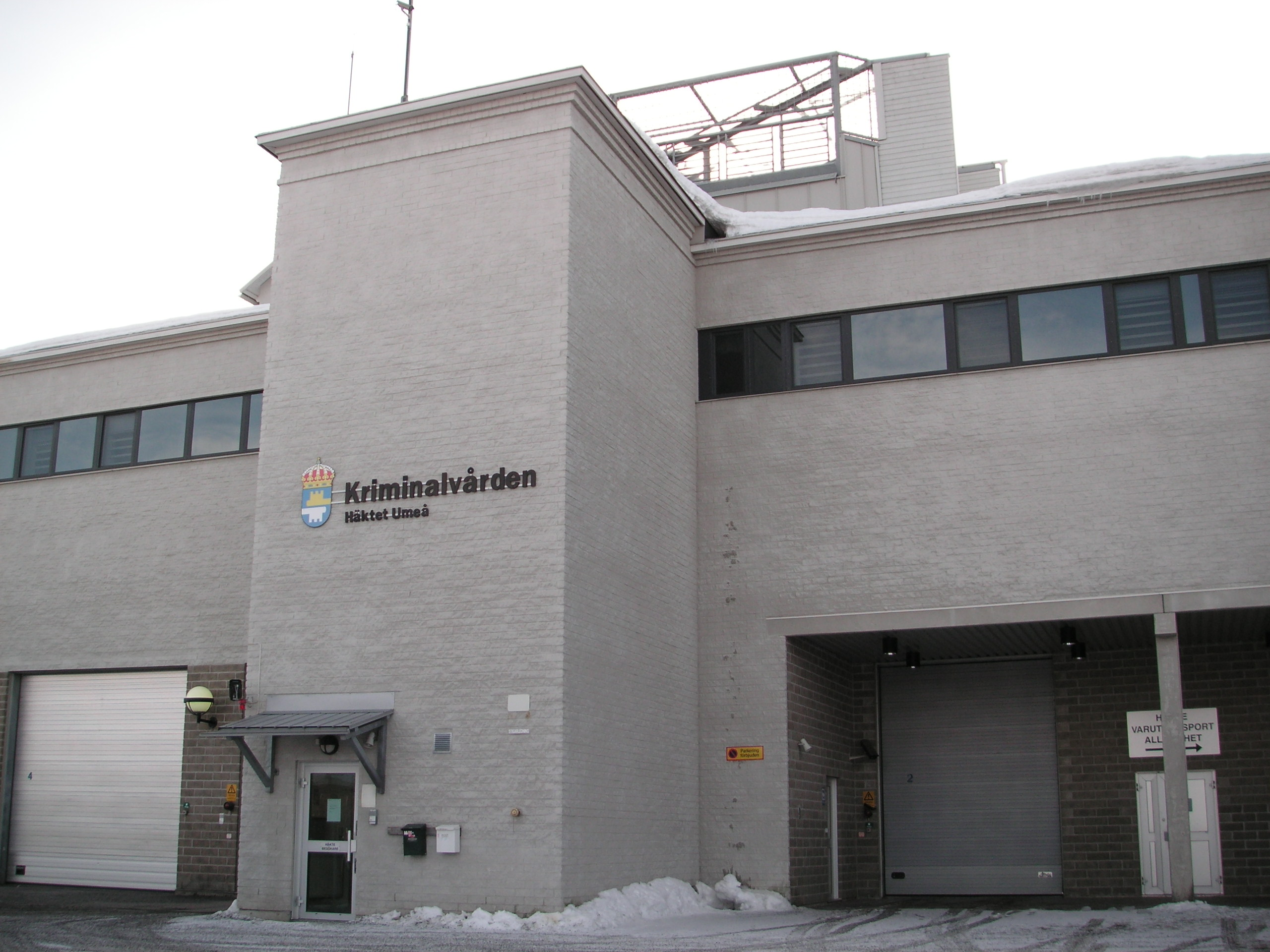
Häktets framsida.

Häktet Umeå är ett häkte som ryms i samma byggnad som polishuset på Ridvägen, mellan stadsdelen Västerslätt och Väst på stan i Umeå. Häktet byggdes efter den nya integritetsprincipen, där de intagna skulle ha tillgång till toalett i sina respektive celler. Häktet har fått skarp kritik när det enligt uppgift skall ha varit toalettdörrarna som möjliggjort för tre intagna att ta livet av sig själva genom hängning. Under 2006 pågick en tvist om hyreskostnaderna för de nuvarande lokalerna, och Kriminalvårdens tillförordnade fastighetschef "hotade" med att flytta ut häktet till anstalten på Ersboda. På grund av stor klientöverbeläggning gick Kriminalvården 2023 ut med att man planerar bygga ut häktet i Umeå från nuvarande 36 till närmare 80 platser.